# Tersmeden
Tersmeden är en svensk adelsätt med ursprung i Tyskland. Ätten adlades 1751 och introducerades på Riddarhuset 1752 med nummer 1940. En gren av släkten upphöjdes till friherrlig värdighet, men denna gren dog ut 1914. Två andra grenar blev kommendörsätter, men även dessa är numera utdöda.
Släktnamnet kommer ursprungligen från lågtyskans "zur Schmieden", och det har förekommit i flera stavningsvarianter genom tiderna, bland annat "tor Smede". Från 1700-talet till början av 1900-talet var ätten Tersmeden en av Sveriges viktigaste industri- och bruksägarsläkter. Många medlemmar av släkten ägde flera bruk, särskilt i Bergslagen i Dalarna, Närke och Västmanland. Under deras ägo utvecklades Ramnäs till en av Sveriges ledande producenter av stångjärn.

## Vapen
Ättens vapen utgörs enligt vapenbeskrivningen av En skiöld af guld, hvarutinnan en röd sparre uprest är, fölgd af trenne svarta hamrar. Ofvanföre uti en blå chef visa sig trenne i rad stälte franske liljor af guld.

## Historia

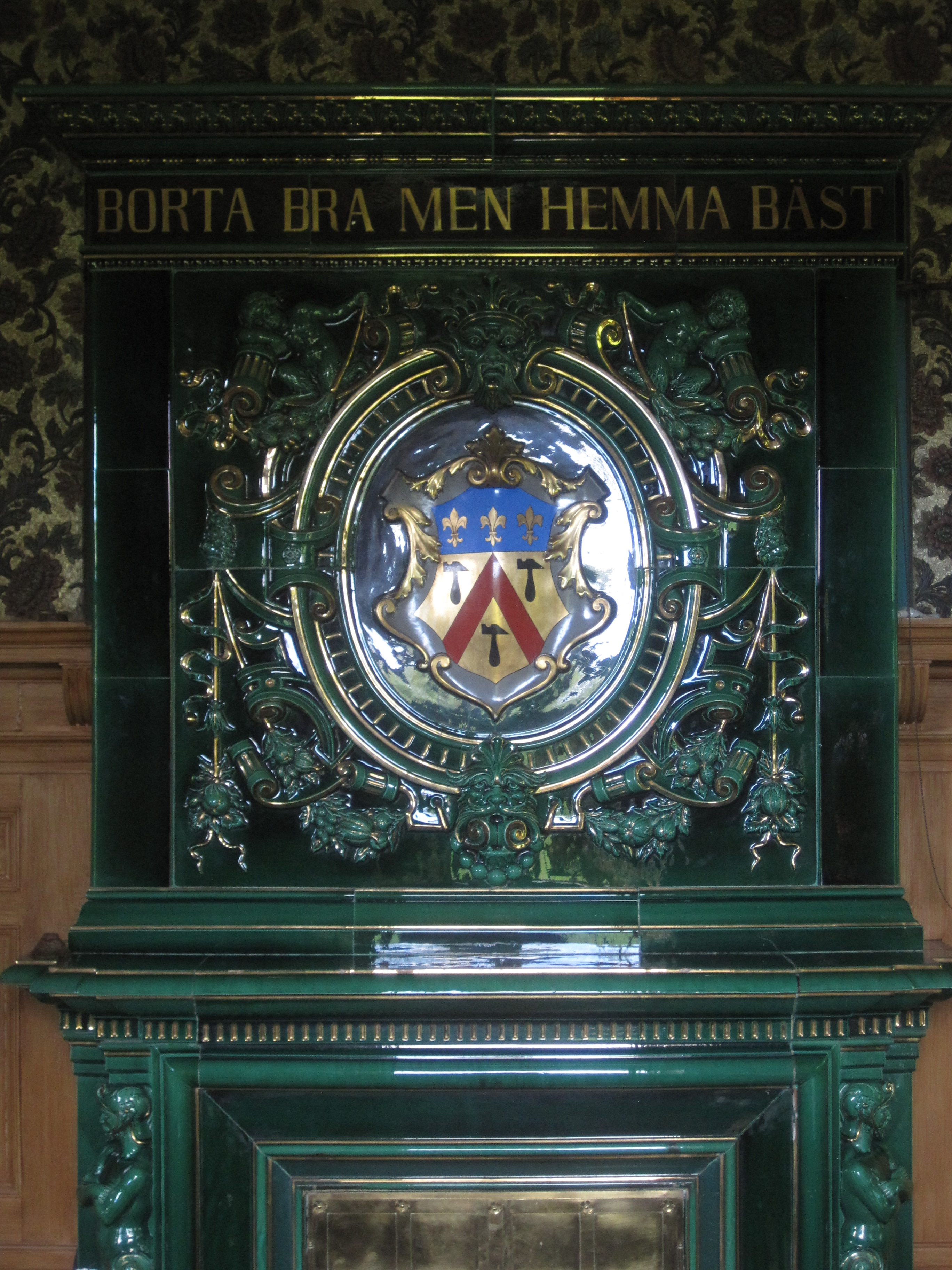
Det tersmedenska vapnet på en kakelugn i den Tersmedenska herrgården i Ramnäs.

Släktens äldsta kända medlemmar verkade i Stade under 1400-talet. I början av 1500-talet flyttade Thomas tor Smede d.ä. (död 1553) från Stade till Flensburg och byggde där upp ett handelshus som under tre generationer kom att höra till norra Tysklands mest betydande. Släkten handlade bland annat med danska hovet och flera av dess medlemmar ingick i stadens råd.
År 1602 gick handelshuset i konkurs och den dåvarande huvudmannen fick lämna Flensburg. Hans barn spreds i huvudsak över Danmark, men några flyttade till Sverige, däribland sonen Herman tor Smede (1610–1667), vilken är stamfar till alla nu levande Tersmedar. Efter ankomsten i Sverige fick han anställning som förvaltare vid Öllösa bruk i Gryts socken (Södermanland). Han deltog även på 1630-talet i grundandet av närbelägna Björndammens masugn och hammaren i Stålboga, båda i Dunkers socken. 
Han var gift med Catharina von Klein, dotter till konstmästaren Pehr von Klein som Gustav II Adolf inkallat till Sverige för hans kunskaper i mässingsbruk. Herman tor Smede fick anställning inom den svenska bergsbruksnäringen och ansvarade för ett antal olika bruk och hammare i Södermanland och Dalarna, däribland Larsbo, som blev den svenska ättens stamgods. Han ska enligt Svenska adelns Ättar-taflor ha haft fyra söner och sju döttrar. En av sönerna var Reinhold Tersmeden som var förvaltare av Larsbo bruk och gift med Christina Börstelia, dotter till prosten Laurentius Börstelius och Regina Elbfass samt omgift med baron Cedercreutz.
I samband med konung Adolf Fredriks kröning upphöjdes ätten den 22 november 1751 i adlig värdighet under Reinhold Tersmedens son, bergsrådet Jacob Tersmeden den äldre (1683–1752) (hans bröder och systrar adopterades istället på styvfaderns namn och nummer). Hans hustru var Elisabeth Gangia, dotter till prosten Petrus Petri Gangius och Christina Teet och av samma släkt som Rosenstedt.

## Förgreningar

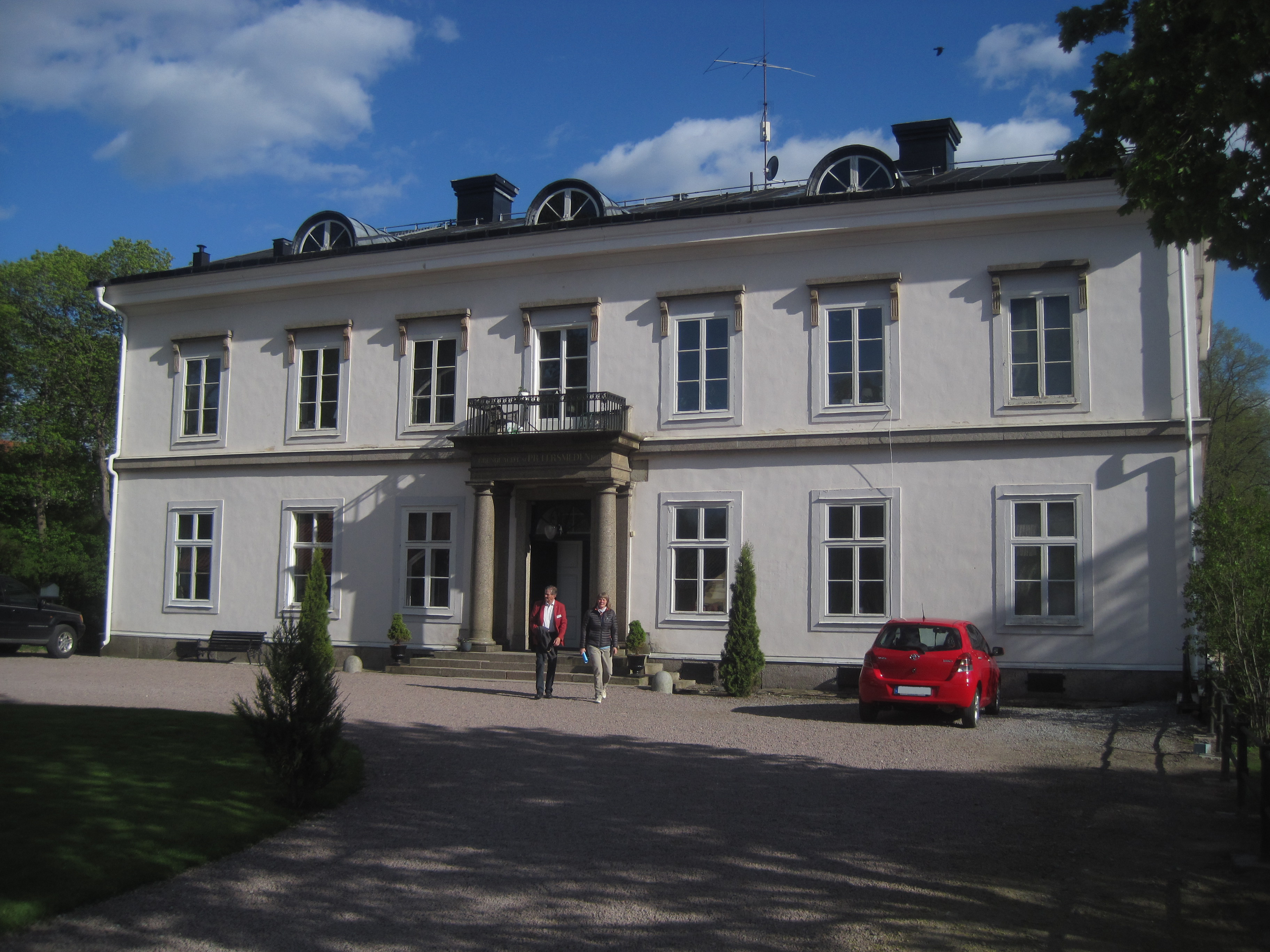
Tersmedenska herrgården i Ramnäs, uppfördes av Per Reinhold Tersmeden år 1801.

I och med Jacobs söner, assessorn Jacob Tersmeden den yngre (1712–1767) och hovintendenten Erik Tersmeden (1728–1810) påbörjades en uppdelning av den månghövdade ätten i ett flertal grenar, av vilka fem kvarlever i dag. Grenarna har givits namn efter de olika familjegods de innehaft enligt följande:
- Huvudmannagrenen (Hinseberg)
- 1:a yngre grenen (Göksholm)
- 2:a yngre grenen (Hessle)
- 3:e yngre grenen (Hellby)
- 4:e yngre grenen (Håberg)

Ur släkten har också utgrenat sig en friherrlig ätt (Ramnäs, nr 338, utgången 1914, och två kommendörsätter (nr 1940 A, utgången 1797, respektive 1940 B, utgången 1955).
Den friherrliga ätten stammade från en son till assessor Jacob Tersmeden den yngre och dennes hustru Magdalena Elisabeth Söderhielm, vars mor var en Cederberg, nämligen Fredrik Tersmeden, som efter en tid som kunglig livdrabant så småningom avancerade till generaladjutant och överste i armén, generalmajor samt president i Kammarrätten. Hans hustru var statsfrun Marie Stanislas Josephine Sparre, svensk friherrinna och fransk grevinna, som 1817 fick titeln riksrådinna. Fredrik Tersmeden upphöjdes till friherre år 1809 enligt §37 i regeringsformen från samma år varigenom endast huvudmannen ägde friherrlig rang. Hans äldste son, ryttmästaren Wilhelm Fredrik Tersmeden, blev friherre efter honom 1819. Dennes hustru var kusinen Jaquetta Elisabeth Tersmeden, vars mor först hette Aurivillius innan hon adopterades Rosén von Rosenstein. Wilhelm Tersmeden ägde större delen av Ramnäs bruk och var hedersledamot av Lantbruksakademien.

## Om och kring släkten

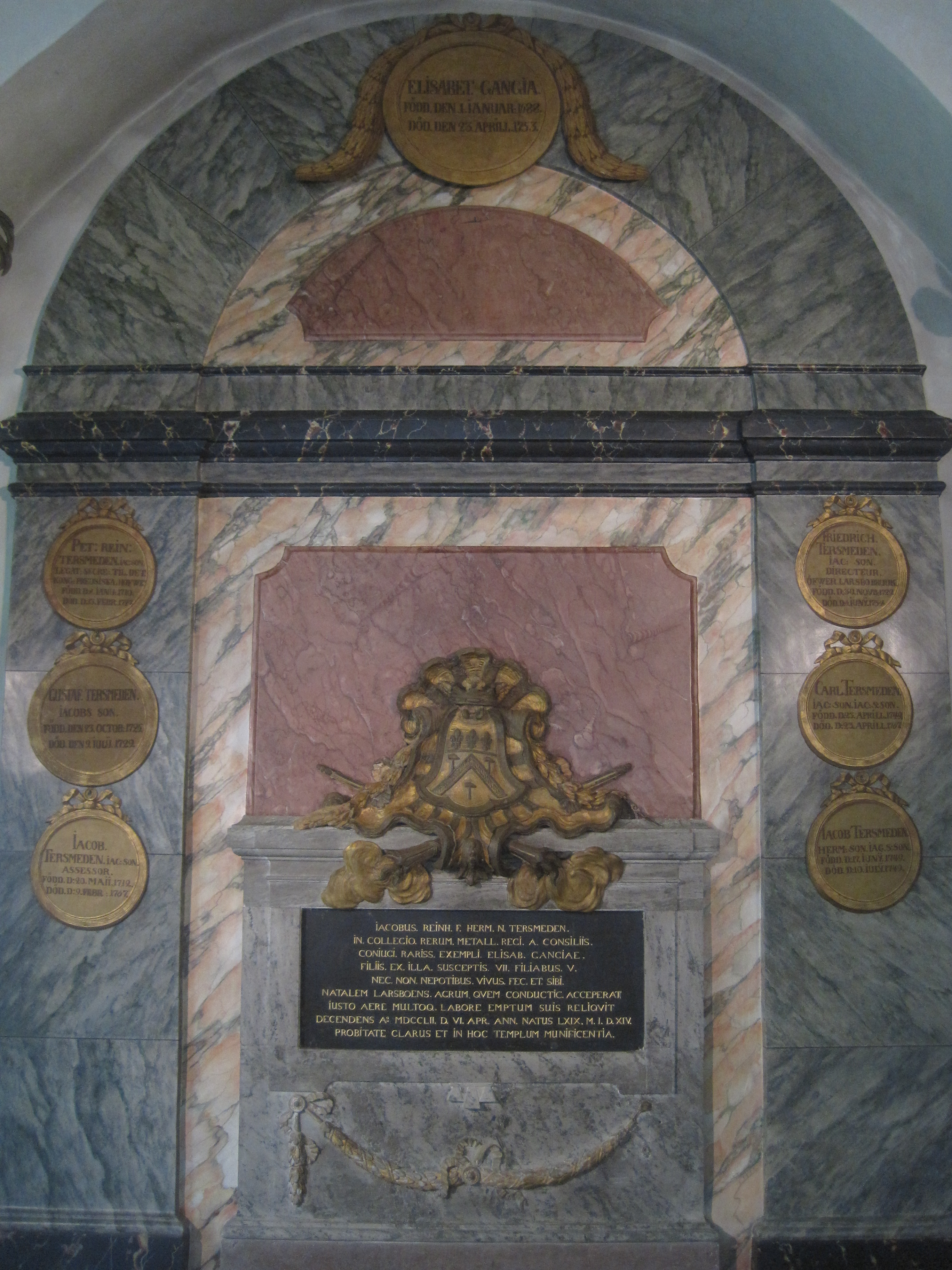
Det Tersmedenska gravkoret i Söderbärke kyrka där ett antal av ättens medlemmar ligger begravda.

Släkten har givit namn åt gatuadressen Tersmedens väg såväl i Larsbo i Smedjebackens kommun som i Ramnäs i Surahammars kommun och även i Karlskrona (där det också finns ett Kvarteret Tersmeden) samt åt en äppelsort.
Under 1700-talet utmärkte sig ett flertal av släktens medlemmar för att vara osedvanligt långa och kraftiga, vilket föranledde skalden Johan Gabriel Oxenstierna att i sin dagbok göra följande notering:
Alt ifrån stamfadern, som på sina Estamper har litet af Dominus in Larsbo, han som aldrig kunde sitta annat än på 2 stolar, och som tryckte ryggen af den starkaste ryttarehäst, hafva alla af denna slägt varit större än andra menniskjor. Man är lång, då man räcker någon af detta namn till axlarna, och tjockleken af en Tersmedisk hals är vanligen måttet af en karls tjocklek. Gud uppehåller dem alltid vid denna storlek, för at visa at ingenting är honom omöjligt, ock för att låta oss menniskjor se huru små och svaga varelser vi äro, låter han Tersmedar uppenbaras.